# 塞尼加利亞主教座堂
圣伯多禄主教座堂（Cattedrale di San Pietro apostolo）位于意大利马尔凯大区塞尼加利亚，是天主教塞尼加利亚教区的主教座堂。
目前的教堂建于1762-1790年，拉丁十字平面，有三个中殿和圆顶。教堂中保存的艺术品。

1932年5月3日，庇护十一世将其升格为宗座圣殿。